# Тасеи (Белуно)
Тасеи (итал. Tassei) је насеље у Италији у округу Белуно, региону Венето.
Према процени из 2011. у насељу је живело 37 становника. Насеље се налази на надморској висини од 543 м.